# Hodiny
Hodiny (množné číslo slova hodina, z praslovanského godъ výročí, svátek, doba) jsou přístroje na měření času, obvykle v rámci jednoho dne. Doplňkově může ukazovat i kalendářní údaje. Pokud jsou malé a přenosné, nazývají se hodinky, pro velmi přesné hodiny se užívá název chronometr. Čas se indikuje pomocí ruček na ciferníku, případně u elektronických hodin číslicovým displejem. Pro odměřování doby (kratšího časového úseku) slouží stopky. Ciferník moderních ručkových hodin je dělen na 12 hodin, časový údaj ukazuje obvykle kratší hodinová a s ní souosá minutová ručka; někdy mají ještě zvláštní sekundovou ručku, buď na okraji ciferníku nebo rovněž ve středu (centrální). Mechanické i elektronické hodiny ukazují konstantní jednotky času: hodina má 60 minut a minuta 60 sekund.

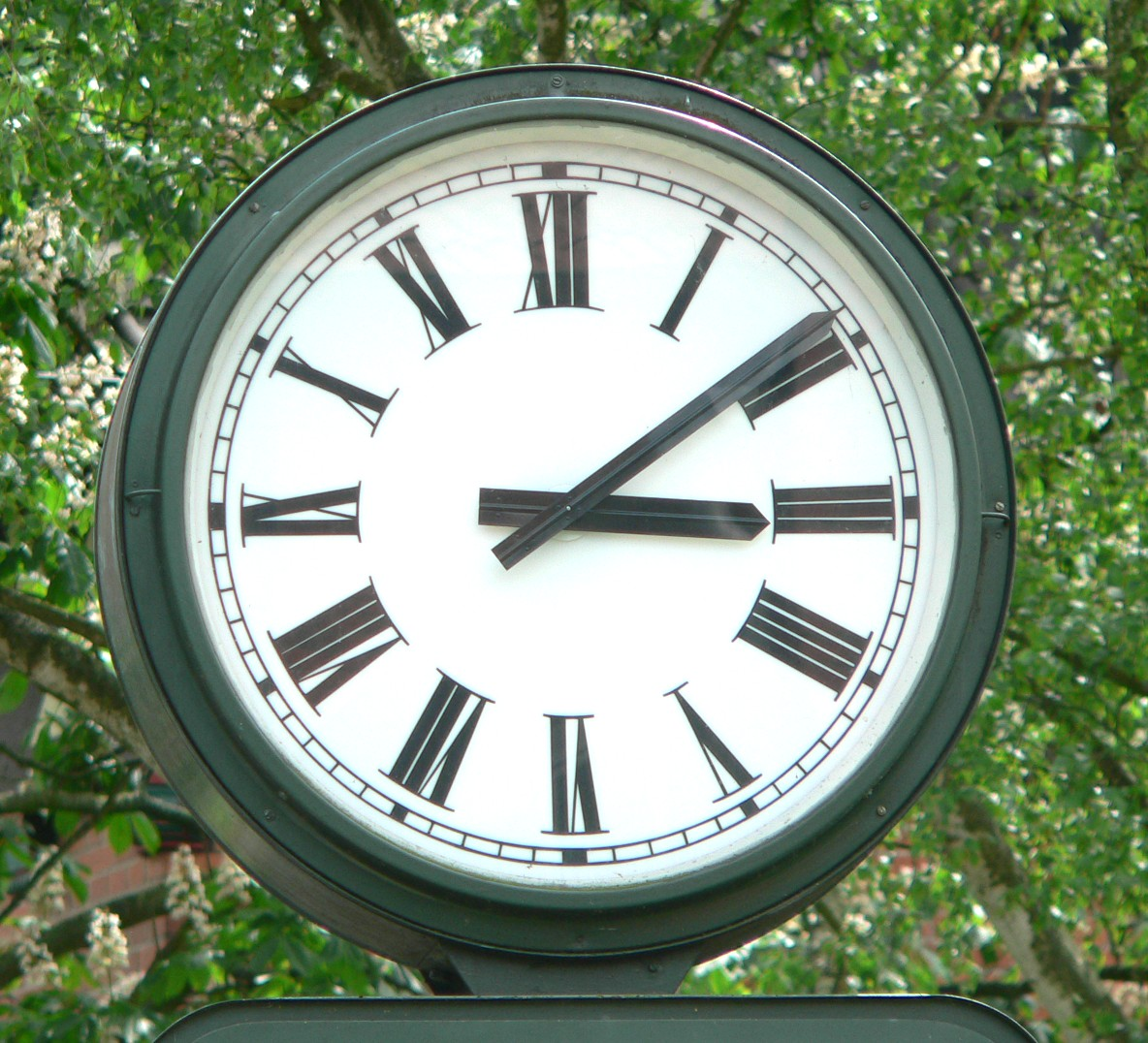
Veřejné hodiny v parku

## Principy měření času
Čas lze měřit dvojím podstatně odlišným způsobem:
1. Měření přímým sledováním a indikací rovnoměrného pohybu:
- místní čas indikují sluneční hodiny a jejich předchůdce gnómon, jež ukazují okamžitou polohu Slunce vrženým stínem tyče
- Jiné konstrukce slouží k odměřování časových intervalů:
  - Přesýpací hodiny a starší vodní hodiny (klepsydra), kde se sleduje pokles hladiny kapaliny nebo písku v průhledné nádrži;
  - svíčkové hodiny, kde se čas odečítá podle pravidelného odhořívání svíčky apod.

I když údaj slunečních hodin se z definice nemůže od místního slunečního času nijak odchýlit, lze jej odečítat v nejlepším případě s přesností několika minut. To je hlavní důvod, proč moderní hodiny téměř bez výjimek užívají druhý postup.
2. Měření počítáním pravidelných pohybů, mechanických, elektrických nebo atomárních oscilací. Podle pohonu a konstrukce se dělí na:
- Mechanické hodiny, například:
  - stacionární (nepřenosné) kyvadlové hodiny, resp.
    - věžní hodiny;

  - přenosné hodiny a Hodinky, obvykle řízené setrvačkou čili „nepokojem“;
  - námořní a letecké chronometry;
  - elektrické hodiny, poháněné elektrickým proudem;
- Elektronické hodiny a hodinky s elektronickým, obvykle křemenným krystalem;
- Atomové hodiny jako nejpřesnější normály času.

### Přesnost: chod a jeho variace
Běžně sice hovoříme o „přesnosti“ a „nepřesnosti“ hodin, ve skutečnosti se však jedná o dvě různé veličiny:
1. Chod, to jest odchylku od normálu; hodiny se předcházejí nebo zpožďují například o několik minut nebo sekund za den. Tato chyba je způsobena odchylkou skutečné frekvence oscilátoru (kyvadla, setrvačky) od té, kterou předpokládal konstruktér hodin.
2. Variaci chodu, to jest nedostatek isochronie, nepravidelnost chodu a tím i této odchylky. Příčinou je nestálost oscilátoru, jehož frekvence se v průběhu času mění – například s polohou, s teplotou a podobně.

Zatímco chod lze regulací upravit, variace je dána kvalitou a konstrukcí stroje a regulovat se nijak nedá.

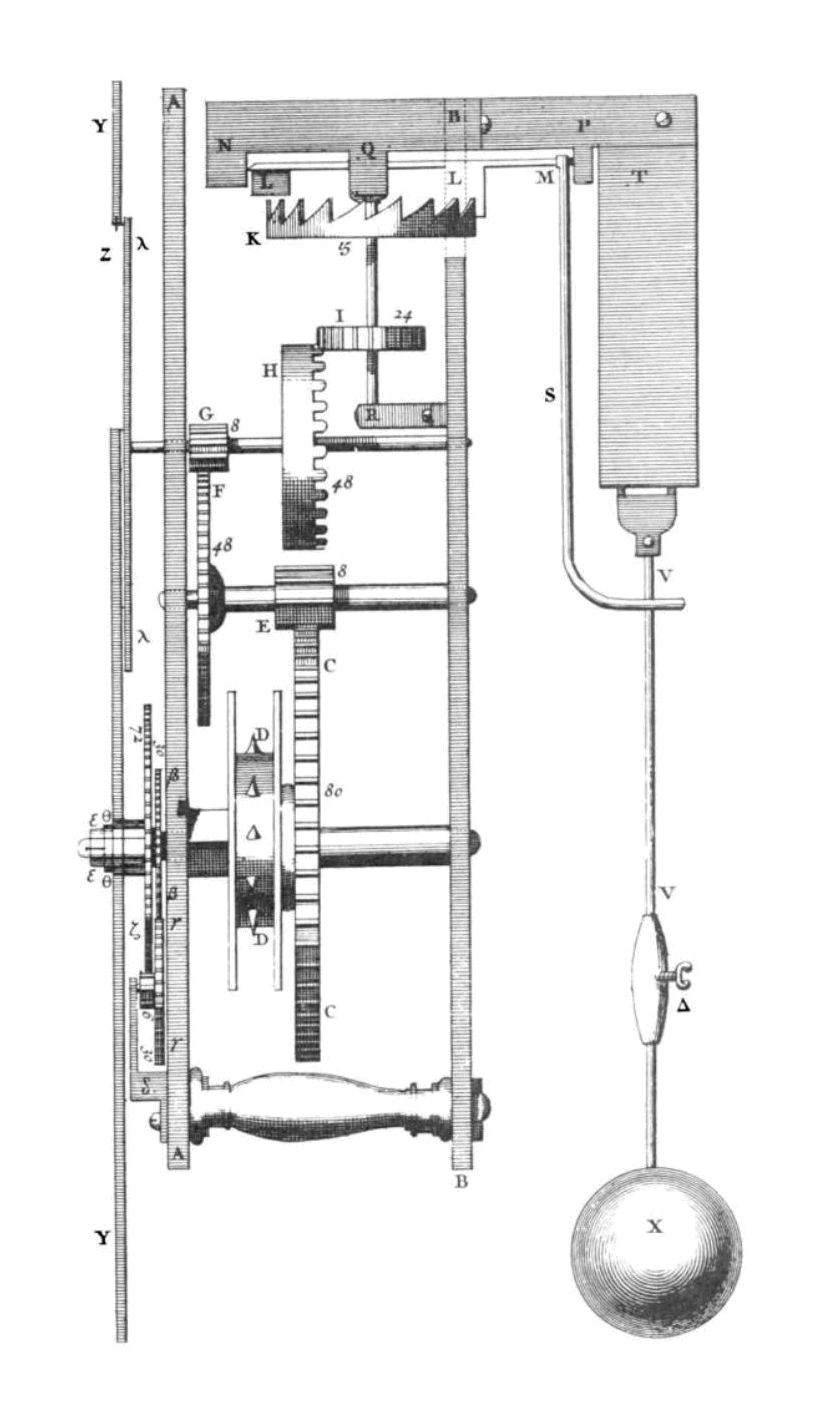
Schéma Huygensových kyvadlových hodin s lopatkovým krokem

## Mechanické hodiny
Rozhodující charakteristikou mechanických hodin je mechanický oscilátor a převody. Zpravidla používají i mechanický zdroj energie (závaží, pružina) a ručkovou indikaci na ciferníku.

### Hlavní části mechanických hodin
Každé mechanické hodiny mají tyto hlavní části:
- zdroj energie čili pohon, jímž může být závaží, pružina s natahovacím zařízením nebo zdroj proudu;
- soustavu ozubených převodů, jež přenáší energii od zdroje k oscilátoru;
- krok, který spojuje oscilátor s posledním (nejrychlejším) kolem převodu, jež se nazývá krokové nebo stoupací kolo;
- oscilátor či regulátor, který řídí rychlost otáčení krokového (stoupacího) kola a na němž závisí přesnost hodin;
- Indikační zařízení, tj. hodinové převody, ručky a ciferník.

K tomu od nejstarších dob přistupují
- bicí nebo hrací zařízení;
- indikace data, polohy Slunce a Měsíce a podobně.

### Pohon
Ideálním pohonem mechanických hodin je závaží, zavěšené buďto na laně či struně, navinuté na bubnu, anebo na řetízku, zachyceném na řetězovém kole. Závaží vyvíjí přesně konstantní hnací sílu, nedá se však použít u přenosných hodin.
U přenosných hodin a hodinek se proto používá plochá pružina („péro“), svinutá do spirály a u lepších hodin umístěná v pérovníku. Hnací síla pružiny s jejím rozvíjením klesá a tím působí nerovnoměrnost chodu. U starších přesných přenosných hodin a chronometrů ji kompenzovaly složité mechanismy, například tzv. šnek s řetízkem, kde se s rozvíjením pružiny zároveň mění rameno, na němž síla působí.

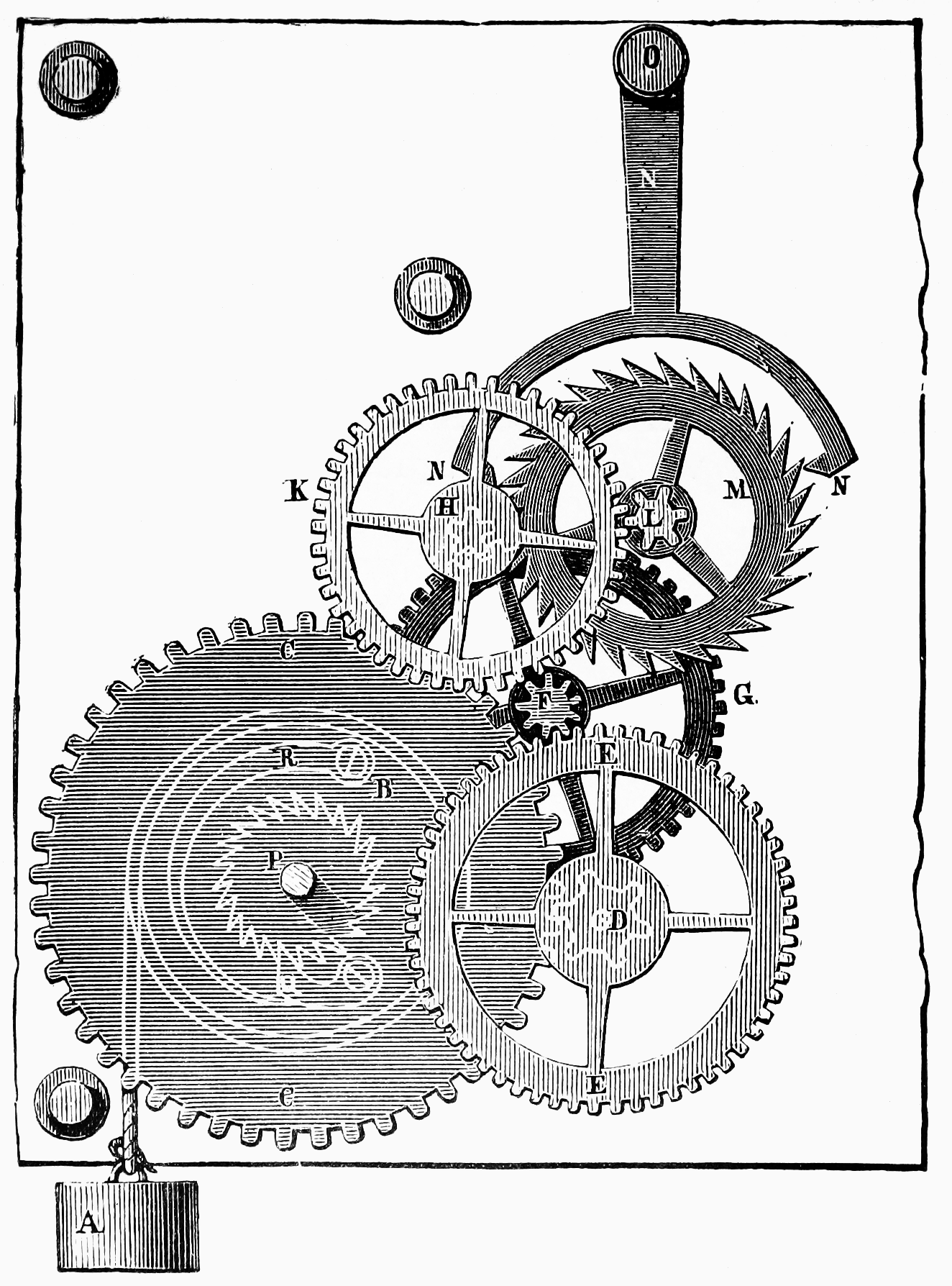
Schéma pohonu, převodů a kroku kyvadlových hodin

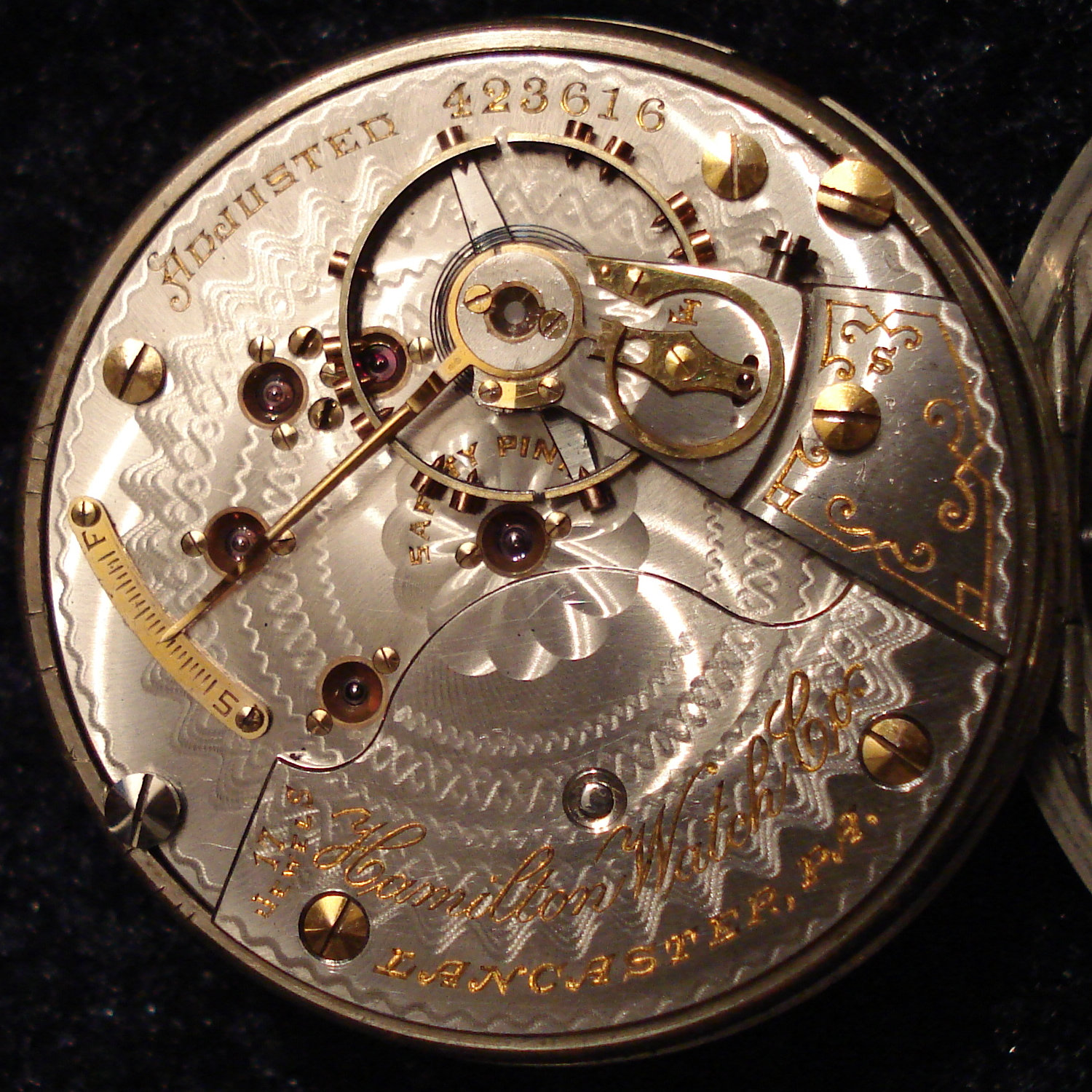
Setrvačka kapesních hodinek s teplotní kompenzací

Grahamův klidový kyvadlový krok. a – stoupací kolo; b – palety; c- kyvadlová tyč.

Kotvový krok hodinek se setrvačkou.

### Převody
Hnací kolo mechanických hodin, tj. ozubené kolo spojené s pérovníkem, bubnem nebo řetězovým kolem, přenáší energii několika převody dorychla až na krokové (stoupací) kolo, jehož otáčení reguluje krok a oscilátor. Typické mechanické hodiny mají tři až pět převodů, jež tvoří typická hodinová kola, tj. pastorek a kolo na společném hřídeli. Pastorek mívá 6 až 10 zubů a u levnějších strojů může být „cévkový“, tj. tvořený věncem kolíčků. Jinak ozubení mechanických hodin jsou cykloidní, aby se povrchy zubů po sobě nesmýkaly nýbrž odvalovaly a snížily se tak ztráty třením.

### Oscilátor
Vlastním jádrem hodin je oscilátor, tj. soustava setrvačných hmot a direkční síly s vlastní frekvencí kmitů. Na jeho isochronii závisí přesnost chodu hodin.
Nejstarším oscilátorem mechanických hodin je tzv. lihýř, rameno s dvěma závažími, který se otáčí kolem svislé osy. Hřídel lihýře je zavěšen na provazu nebo řemeni, jehož zkrucováním vzniká direkční síla. Posunem závažíček po rameni lze měnit vlastní frekvenci lihýře. Lihýř je fyzikálně velmi neurčitý, jeho frekvence závisí na stavu závěsu a podobně. Chyba chodu i variace lihýřových hodin byla v řádu minut za den, nicméně se udržel jako oscilátor nepřenosných hodin až do 17. století, u přenosných hodin a hodinek ještě o století déle.
Téměř ideální mechanický oscilátor je kyvadlo, jehož direktivní silou je dokonale stálá zemská gravitace. Kyvadlo jako prostředek měření času navrhl poprvé Galileo Galilei, konstrukce se někdy připisuje už jeho synovi, první kyvadlové hodiny postavil a roku 1655 podrobně popsal holandský fyzik Christiaan Huygens. Matematické kyvadlo má přesnou vlastní frekvenci kyvů, která ovšem mírně závisí na rozkyvu (amplitudě) kyvadla. Proto se u přesnějších hodin (včetně tzv. pendlovek) volí velmi malá amplituda v rozmezí do několika stupňů, což ovšem zvyšuje nároky na přesnost výroby kroku. Se změnami teploty se mění i délka kyvadla, přesné kyvadlové hodiny proto mívaly i teplotní kompenzaci.
Hlavní nevýhodou kyvadla je to, že je nelze použít u přenosných hodin. Proto se u hodinek dlouho udržel lihýř, který teprve kolem roku 1700 nahradila setrvačka (lidově „nepokoj“, z německého Unruh). Setrvačka je kolo na hřídeli a direkční sílu vyvozuje vlásek, jemná spirálová pružina. Frekvenci setrvačky ovlivňuje teplotní roztažnost věnce, která se u lepších hodinek kompenzovala bimetalem, novější hodiny ji omezují volbou vhodné oceli. Také tuhost vlásku závisí na teplotě, lepší hodinky proto mívají vlásek ze speciální slitiny, invaru. Chod hodin ovlivňuje i tření čepů setrvačky v ložisku, které se proto dělá z umělých rubínů a s co nejtenčími čepy (typicky kolem desetiny mm). Takové čepy jsou ovšem mechanicky choulostivé, takže ložiska moderních hodinek jsou vždy ještě odpružena.

### Krok
Největším konstrukčním problémem mechanických hodin je krok, zařízení, které při každém (nebo každém druhém) kyvu oscilátoru propouští jeden zub krokového kola a zároveň dodává oscilátoru energii. Ideální krok by přitom měl oscilátor co nejméně ovlivňovat, u lepších hodinek se proto užívají tzv. volné kroky, kde se oscilátor po většinu kyvu kroku vůbec nedotýká. V průběhu vývoje vznikly desítky velmi důmyslných konstrukcí, které se dělí do dvou skupin:
- Kroky vratné, výrobně jednodušší, kde však musí oscilátor v krajní poloze krokové kolo vracet o kousek zpět, což silně snižuje přesnost hodin; mezi vratné kroky patří
  - lihýřový (lopatkový) krok,
  - hákový krok starších nástěnných hodin, „kukaček“ apod.,
  - kolíčkový krok mechanických budíků aj.
- Kroky klidové, které tuto vadu nemají; sem patří:
  - různé varianty kotvového kroku;
  - chronometrové kroky aj.

## Speciální hodiny
Kromě toho existuje řada různých časoměrných zařízení pro speciální účely, například:
- stopky a chronografy na odměřování kratších časových intervalů,
- různé registrační hodiny jako „píchačky“, hlídačské nebo ponocenské hodiny, tachografy, taxametry atd.,
- slepecké hodiny s hmatovou indikací,

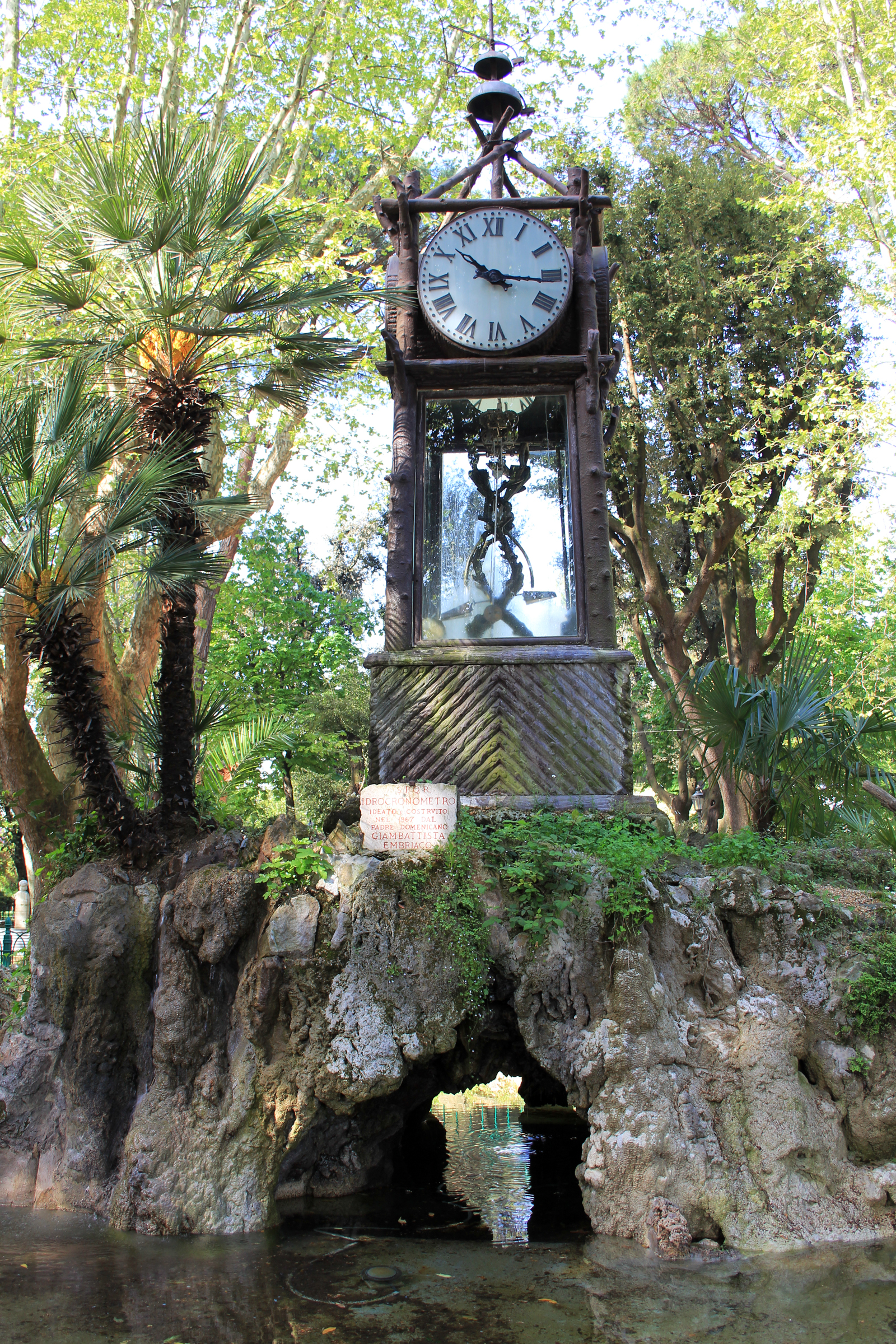
Vodní hodiny v Římě, Villa Borghese

- šachové hodiny a další.

## Typy hodin
Podle způsobu měření času se rozlišuje několik druhů hodin:
- Kyvadlové hodiny
- Přesýpací hodiny
- Sluneční hodiny
- Atomové hodiny

Hodiny se rozlišují také podle způsobu použití:
- Hodinky